# Elbląskie Wiadomości Diecezjalne
Elbląskie Wiadomości Diecezjalne (EWD, od 1992) – półrocznik (w pewnym okresie dwumiesięcznik), którego wydawcą jest Kuria diecezjalna w Elblągu, zawierający dokumenty Stolicy Apostolskiej dotyczące Kościoła katolickiego i Diecezji Elbląskiej (listy, orędzia i przemówienia papieskie, dekrety Stolicy Apostolskiej, korespondencję między Stolicą Apostolską a Diecezją Elbląska), dokumenty Episkopatu Polski (listy pasterskie, instrukcje, homilie, itp.) i dokumenty Biskupa Elbląskiego (listy pasterskie, komunikaty, dekrety, telegramy, inne korespondencje między Biskupem Elbląskim a Nuncjuszem Apostolskim, Konferencją Episkopatu Polski, Stolicą Apostolską i wiernymi świeckim Diecezji Elbląskiej). Ponadto zawiera informacje związane z działalnością Kurii diecezjalnej (konferencje, spotkania, rekolekcje dla kapłanów; organizacja katechezy w diecezji, funkcjonowanie Caritas Diecezji, itp.).

## Kolegium Redakcyjne
- Redaktor naczelny:
- ks. prałat kan. dr Kazimierz Pączkowski (od 2003)
- ks. kan. dr Jan Wiśniewski (1992-2003)

- Współpracownicy:
- ks. Andrzej Piotrowski (od 2005)
- ks. Marek Stepnowski (od 2005)
- s. mgr Barbara Duda CSFN (1992-2005)

## Adres redakcji
- Kuria Diecezjalna Elbląska
- ul. Świętego Ducha 11, 82-300 Elbląg